# Darrell Dicken
Darrell Dicken (18 giugno 1977) è un giocatore di poker statunitense.

## Biografia
Nel poker online è noto con il nickname Gigabet. Nei tornei live sono da citare la quinta posizione nel torneo WPT Five Diamond World Poker Classic $15,000 Main Event del World Poker Tour, dove ha incassato $241,495, la vittoria al torneo $10,000 No Limit Hold'em del circuito delle WSOP per $372,780, la vittoria al Foxwoods Poker Classic nel 2007 per $169,917, e il terzo posto al WPT's Mirage Poker Showdown del 2007 per $259,369.
Nell'aprile del 2008 vince il torneo $2,500 No Limit Hold'em al Sixth Annual Five Star World Poker Classic, guadagnando $248,800.
Al 2015 le sue vincite nei tornei live superano i $1,865,553, di cui $160,577 grazie ai piazzamenti a premio alle WSOP.